# Hemithea stictochila
Hemithea stictochila là một loài bướm đêm trong họ Geometridae.